# 13 يوليو
- السبت
- الأحد
- الاثنين
- الثلاثاء
- الأربعاء
- الخميس
- الجمعة

- 283 محرم 1447  هـ
- 294 محرم 1447  هـ
- 305 محرم 1447  هـ
- 16 محرم 1447  هـ
- 27 محرم 1447  هـ
- 38 محرم 1447  هـ
- 49 محرم 1447  هـ
- 510 محرم 1447  هـ
- 611 محرم 1447  هـ
- 712 محرم 1447  هـ
- 813 محرم 1447  هـ
- 914 محرم 1447  هـ
- 1015 محرم 1447  هـ
- 1116 محرم 1447  هـ
- 1217 محرم 1447  هـ
- 1318 محرم 1447  هـ
- 1419 محرم 1447  هـ
- 1520 محرم 1447  هـ
- 1621 محرم 1447  هـ
- 1722 محرم 1447  هـ
- 1823 محرم 1447  هـ
- 1924 محرم 1447  هـ
- 2025 محرم 1447  هـ
- 2126 محرم 1447  هـ
- 2227 محرم 1447  هـ
- 2328 محرم 1447  هـ
- 2429 محرم 1447  هـ
- 2530 محرم 1447  هـ
- 261 صفر 1447  هـ
- 272 صفر 1447  هـ
- 283 صفر 1447  هـ
- 294 صفر 1447  هـ
- 305 صفر 1447  هـ
- 316 صفر 1447  هـ
- 17 صفر 1447  هـ

13 يوليو أو 13 تمُّوز أو 13 يوليه أو يوم 13 \ 7 (اليوم الثالث عشر من الشهر السابع) هو اليوم الرابع والتسعون بعد المئة (194) من السنوات البسيطة، أو اليوم الخامس والتسعون بعد المئة (195) من السنوات الكبيسة وفقًا للتقويم الميلادي الغربي (الغريغوري). يبقى بعده 171 يوما لانتهاء السنة.

## أحداث
- 1837 - فيكتوريا ملكة المملكة المتحدة تنتقل إلى قصر بكنغهام لتصبح أول ملكة تسكن في هذا القصر الذي ما زال المقر الرسمي للأسرة الملكية.
- 1854 - اغتيال والي مصر عباس حلمي الأول في قصره في بنها.
- 1930 - انطلاق أول بطولة لكأس العالم لكرة القدم في الأوروغواي.
- 1979 - مسلحون فلسطينيون يحتلون السفارة المصرية في تركيا احتجاجًا على اتفاقية كامب ديفيد بين مصر وإسرائيل.
- 1989 - المخابرات الإيرانية تغتال سكرتير الحزب الديمقراطي الكردستاني عبد الرحمن قاسملو في فيينا.
- 1992 - إسحاق رابين يتولى رئاسة وزراء إسرائيل للمرة الثانية.
- 2003 - أمير الكويت الشيخ جابر الأحمد الصباح يصدر أمرًا أميريًا بتعيين الشيخ صباح الأحمد الصباح رئيسًا لمجلس الوزراء ويكلفه بترشيح أعضاء الوزارة، وهي المرة الأولى في تاريخ الكويت التي يتم فيها الفصل بين منصبي ولاية العهد ورئاسة الوزراء.
- 2006 - قصف مطار رفيق الحريري في بيروت من قبل الجيش الإسرائيلي الذي دمر المدارج ومنع الطيران في الأجواء اللبنانية في عملية حصار بري وبحري وجوي للبنان أثناء الحرب التي تشنها عليها.
- 2008 - إطلاق الاتحاد من أجل المتوسط في باريس، والرئيسان الفرنسي نيكولا ساركوزي والمصري محمد حسني مبارك يتولان رئاسته.
- 2011 - وقوع ثلاث تفجيرات في مومباي أدت إلى مقتل 21 شخصًا وإصابة 143.
- 2014 - المنتخب الألماني يفوز بكأس العالم لكرة القدم للمرة الرابعة في تاريخه عقب فوزه على منتخب الأرجنتين بهدف للاشيء في المباراة النهائية التي أقيمت علي ملعب ماراكانا في ريو دي جانيرو بالبرازيل.
- 2015 - بعد رحلة دامت تسع سنوات ونصف مُنذ انطلاقه في 19 يناير عام 2006، نَجحَ المسبار الفضائي نيوهورايزونز في التحليق لأول مرَّة فوق كوكب بلوتو والتقط أقرب صورة ملونة للكوكب.
- 2016 -
  - وكالة أعماق التابعة لتنظيم الدولة الإسلامية تعلن مقتل الرجل الثاني في التنظيم وقائد القُوَّات المُسلَّحة فيه أبو عمر الشيشاني.
  - تيريزا ماي تتولى رئاسة وزراء المملكة المتحدة خلفاً لديفيد كاميرون المستقيل.
- 2018 - وقوع تفجيرين كبيرين في مدينتيّ بنو ومستونگ بباكستان صُنفا من أعنف التفجيرات الإرهابيَّة في البلاد، وقد أوديا بحياة 154 شخصًا وإصابة 223 آخرين.
- 2019 - إطلاق المرصد الروسي الألماني للفيزياء الفلكية عالية الطاقة سبيكتر آر جي من ميناء بايكونور الفضائي في كازاخستان.
- 2020 - عدد الإصابات المؤكدة بجائحة كورونا يتخطّى حاجز 13 مليون شخص حول العالم، من بينهم أكثر من 570 ألف حالة وفاة وحوالي سبعة ملايين و188 ألف حالة تماثلت للشفاء.
- 2024 - الرئيس الأمريكي السابق دونالد ترامب ينجو من محاولة اغتيال بعد إطلاق نار في تجمع سياسي في بتلر بولاية بنسلفانيا.

## مواليد
- 100 ق.م - يوليوس قيصر، أول الأباطرة الرومان.
- 1527 - جون دي، علم فلك ورياضيات وجغرافيا ومنجم إنجليزي.
- 1608 - فرديناند الثالث، إمبراطور الرومانية المقدسة.
- 1887 - علي الكسار، ممثل مصري
- 1921 - إرنست غولد، موسيقي أمريكي من أصل نمساوي.
- 1922 - أنكار يورغنسن، رئيس وزراء الدنمارك.
- 1934 - وولي سوينكا، كاتب نيجيري حاصل على جائزة نوبل في الأدب عام 1986.
- 1935 - جاك كمب، سياسي أمريكي.
- 1941 - روبرت فوريستر، ممثل أمريكي.
- 1942 - هاريسون فورد، ممثل أمريكي.
- 1944 - إرنو روبيك، معماري هنغاري.
- 1950 - ما يينغ جيو، رئيس تايوان.
- 1954 - سيزين آكسو، مغنية وممثلة تركية.
- 1979 - كريغ بيلامي، لاعب كرة قدم ويلزي.
- 1985 - غييرمو أوتشوا، حارس مرمى كرة قدم مكسيكي.

## وفيات
- 678 - عائشة بنت أبي بكر، زوجة الرسول محمد.
- 1854 - عباس حلمي الأول، والي مصر.
- 1995 - علي الوردي، عالم اجتماع ومؤرخ عراقي.
- 1921- غبريال ليبمان، عالم فيزياء فرنسي حاصل على جائزة نوبل في الفيزياء عام 1908.
- 1974 - باتريك بلاكيت، عالم فيزياء إنجليزي حاصل على جائزة نوبل في الفيزياء عام 1948.
- 1977 - كمال رفعت، سياسي وعسكري مصري.
- 1989 - عبد الرحمن قاسملو، سكرتير الحزب الديمقراطي الكردستاني.
- 2003 - أحمد الوائلي، خطيب وعالم مسلم عراقي.
- 2006 - عبد الأمير الورد، شاعر ولغوي وممثل مسرحي عراقي.
- 2009 -
  - أمين الحافظ، رئيس وزراء لبنان.
  - عبد الله بن جبرين، عالم مسلم سعودي.
- 2011 - حسن دكاك، ممثل سوري.
- 2016 - أبو عمر الشيشاني، قيادي في تنظيم داعش.
- 2017 - عبد الرحمن بن عبد العزيز آل سعود، أمير سعودي.
- 2021 - ألبرتو دواليب، رجل أعمال برازيلي لبناني الأصل.
- 2024 -
  - ليلى مزيان، سيدة أعمال وطبيبة مغربية.
  - طوماس ماثيو كروكس، شاب أمريكي حاول اغتيال الرئيس الأمريكي دونالد ترامب.

## أعياد ومناسبات
- مهرجان بون في اليابان.

## وصلات خارجية
- وكالة الأنباء القطريَّة: حدث في مثل هذا اليوم.
- النيويورك تايمز: حدث في مثل هذا اليوم.
- BBC: حدث في مثل هذا اليوم.